# Scheidemünze

Scheidemünze 3 Pfenninge, B (Hannover unter Preußen)

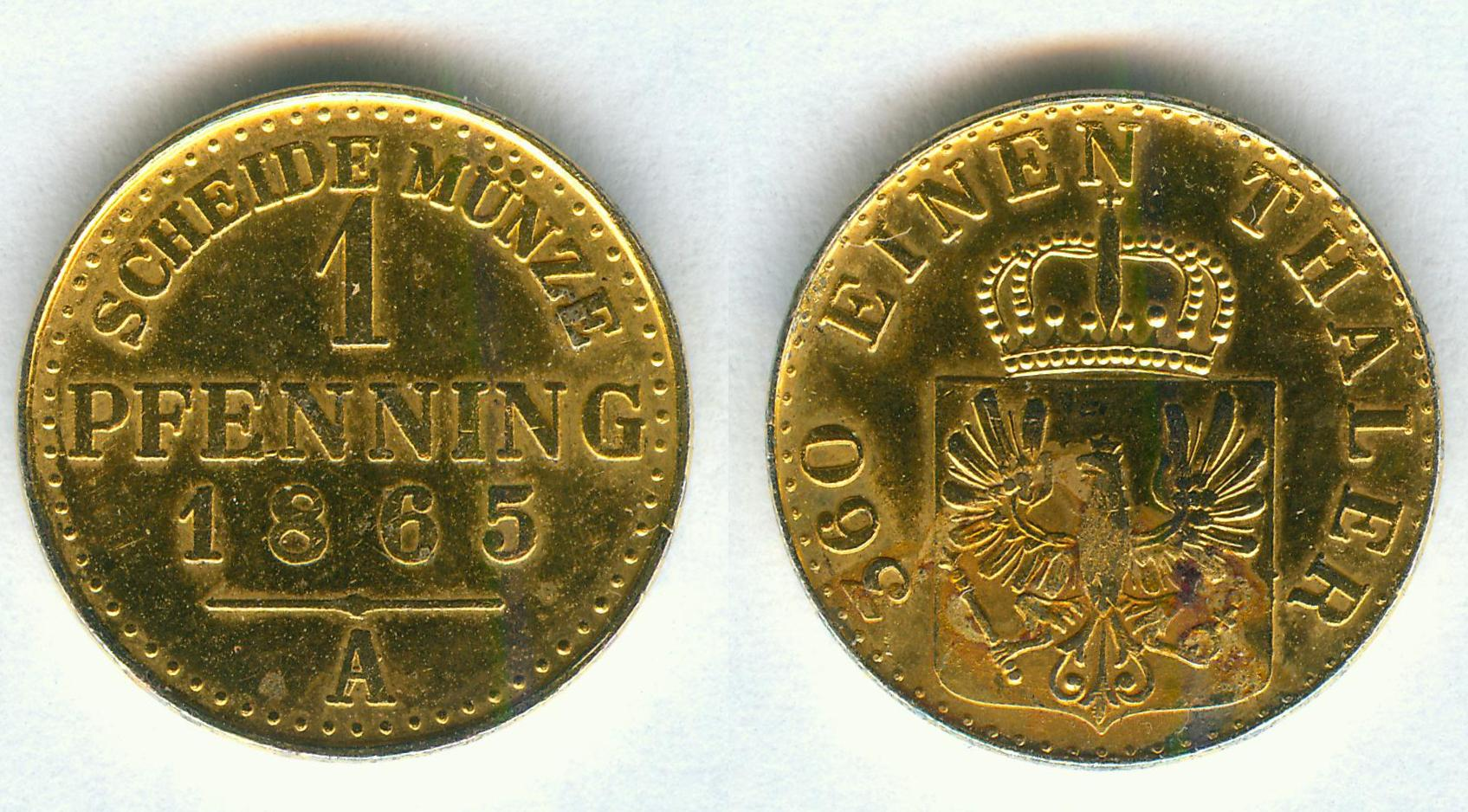
Scheidemünze 1 Pfenning, A

Scheidemünzen sind in der Numismatik Münzen, deren Metallwert niedriger ist als der aufgeprägte Nennwert (Münznominal). Das Gegenstück sind die Kurantmünzen.

## Etymologie
Die Herkunft des Kompositums „Scheidemünze“ ist unsicher. Der Begriff scheint sich erst um das Jahr 1600 gebildet zu haben. Ein Teil der Fachliteratur führt ihn auf den Geldbetrag zurück, bis zu welchem Scheidemünzen anzunehmen sind. Das Allgemeine Preußische Landrecht (APL) vom Juni 1796 verlangte, dass jede Zahlung, „wenn nicht besondere Verabredungen oder Gesetze auf Gold oder Scheidemünzen vorhanden sind, in dem zur Zahlungszeit gangbaren Preußischen Silbercourant geleistet und angenommen werden (muss)“ (I, 16, § 76 APL). Der aufgehobene § 58 APL lautete: „Ein Kaufpreis von zehn Talern und weniger darf nur in Scheidemünze … entrichtet werden“. Es handelte sich um die kleineren Münzen (Kleingeld), die zur Scheidung, also zum Auseinandersetzen im kleinen Geldverkehr dienen und deren äußerer Wert zugleich weit größer als ihr innerer ist. Scheidung ist in diesem Zusammenhang der Ausgleich im Geldverkehr des täglichen Lebens. Das Hauptkriterium des Begriffs der Scheidemünze liege nicht in ihrem Nennwert, sondern in ihrem inneren Wert, was aber später noch widerlegt werden sollte.
Plausibel im Hinblick auf ihren Zweck ist auch die Erklärung von Adolph Diesterweg, dass Scheidemünzen der Sammelbegriff für „kleine Münznominale (ist), mit deren Hilfe sich Käufer und Verkäufer ohne Restschuld scheiden, sich verabschieden konnten“. Scheidemünzen besitzen nach dieser Quelle im Gegensatz zu den Kurantmünzen eine gesetzlich festgelegte, eingeschränkte Zahlkraft bis zu einem bestimmten Betrag.

## Allgemeines
Kurant- und Scheidemünzen sind gesetzliche Zahlungsmittel, wobei Kurantmünzen unbegrenzt in Zahlung genommen werden müssen, während der Annahmezwang für Scheidemünzen begrenzt ist. Nach § 14 Abs. 1 Satz 2 BBankG sind Eurobanknoten in Deutschland das einzige unbegrenzt annahmepflichtige gesetzliche Zahlungsmittel. Da Euromünzen ausschließlich zu den Scheidemünzen gehören, unterliegen sie einem begrenzten Annahmezwang.

## Geschichte
Bereits Aristoteles stellte in seiner Nikomachischen Ethik die Frage, ob sich der Geldwert einer Münze nach ihrem Substanzwert (Metallwert) oder nach abstrakten Wertmaßstäben (Münznominal) richten solle. In der Antike gab es Vorläufer der modernen Scheidemünze, z. B. das römische As (als 1/16 des Denars ab 27 v. Chr.), die jedoch alle mit dem Zusammenbruch des römischen Reiches mit seinen Inflationen untergingen und in den späteren Nachfolgestaaten daher auch keine Akzeptanz mangels staatlicher dauerhafter Autorität wieder erlangen konnten. Bei antiken Scheidemünzen gab es meist keinen begrenzten Annahmezwang dieser Münzart, d. h. ein Schuldner konnte eine Schuld von 100 Aurei durch physische 10.000 Sesterzen aus Messing ablösen, sofern er diese aus dem Umlauf entnehmen konnte.
Auch die in (Indo-)China, Korea und Japan seit etwa dem 6. Jahrhundert v. Chr. bis Anfang des 20. Jahrhunderts umlaufenden „Käsch-Münzen“ aus Kupfer, Messing oder Bronze mit meist viereckigem Loch sind als Scheidemünzen anzusehen, obwohl sie zeitweise auch als Parallelwährung zu den Tael-Silberbarrenmünzen angesehen werden können, die für höherwertige Zahlungen vorbehalten waren.
Die meisten Vorschriften der Münzpolitik waren im Mittelalter noch unbekannt, das galt auch für die Unterscheidung zwischen harter und Scheidemünze. Eine erste Scheidemünze aus Leder kursierte zwischen 1570 und 1580 auf der Isle of Man. Da der Edelmetallwert der Gold- und Silbermünzen im Mittelalter stetig anstieg, wurde der Feingehalt der Edelmetallmünzen verringert (Münzentwertung).

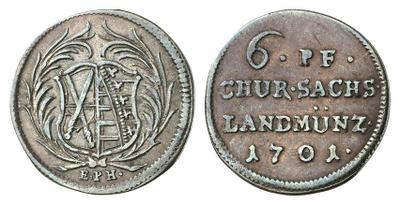
August II., 6 Pfennige 1701, Landmünze (Scheidemünze) „Roter Seufzer“, Münzstätte Leipzig

Die ersten Vorläufer der deutschen Scheidemünzen entstanden im ausgehenden 16. Jahrhundert, als der Münzfuß der „Noch“-Kurantkleinmünzen (wie Kreuzer) sich zum Reichstaler merklich verschlechterte und die gesetzliche Nominalparität zur Großsilbermünze sich praktisch nicht mehr einhalten ließ. Es entstanden Kursverschlechterungen der Kleinmünzen zur Großmünze, die ihren Höhepunkt in der Kipper- und Wipperzeit um 1621 bis 1623 fanden. Erst als der Staat sich verpflichtete, diese wertminderen Kleinmünzen wieder zum „vollen“ Nennwert an den öffentlichen Kassen in Kurantgeld auf Verlangen umzuwechseln, war die eigentliche moderne „Scheidemünze“ geboren, was um etwa 1700 abgeschlossen war. In der Münzvereinbarung von Kloster Zinna im Jahre 1667 wurde z. B. zwischen Kurbrandenburg und Kursachsen der Schiede-Müntz-Fuß auf den geringeren Münzfuß von 10½ Talern zu 9 Talern für die Kurantmünzen festgelegt.
Viele ältere Münzen geringeren Münznominals mit den Geprägen „Landmünze“ oder „Stadtmünze“ waren praktisch ebenfalls „Scheidemünzen“, da sie meist in einem geringeren als im vorgeschriebenen „Reichsfuß“ ausgeprägt wurden. Das galt allerdings oft nicht für die größeren Stadtmünzen, wie für die Städtetaler (lateinisch Moneta civitas), die häufig nach dem Reichsfuß vollwertig waren (siehe auch Valvationstabelle). Notgeld und Belagerungsmünzen waren praktisch immer „Scheidemünzen“, sofern sie nicht aus hochwertigem requiriertem Kirchenedelmetall bestanden. Der Begriff „Landmünze“ darf nicht mit dem Begriff „Landesmünzen“ verwechselt werden, der alle Münzen eines Landes umfasste.
In Notzeiten unterlagen Scheidemünzen einem wesentlich höherem Wertverfall als Kurantmünzen, so dass gesetzliche Kurse zwischen verschiedenen Münznominalen bedeutungslos wurden, siehe während der Kipper- und Wipperzeit um 1621–1623. Auch wurden in Notzeiten Scheidemünzen (und Banknoten) nicht mehr zum Nennwert von den Staatskassen in Kurantmünzen umgetauscht, so dass Kurantgeld sogar zur Ware mit Aufgeld (Agio) werden konnte. Ursprünglich war das Umlaufgebiet der Scheidemünzen nur auf das Emissionsgebiet begrenzt („Landmünze“). Wurde dieses Geld aber anstandslos vom Emissionsland wieder zurückgenommen und dort in Kurantgeld getauscht, war es häufig auch in den Nachbarländern kursfähig, wenn dort Kleingeldmangel herrschte, gelegentlich aber mit abgewertetem Kurs. Der Kurs wurde umso ungünstiger, je weiter das Emissionsland geographisch entfernt war oder gar Zweifel an der Rücknahme bestanden. Die Kursfähigkeit oder auch der Verruf fremder Scheidemünzen wurde in Münzedikten und in Valvationstabellen durch die jeweiligen Landesherren bekannt gemacht.
Häufig wurden Scheidemünzen und besonders wertgeminderte Kurantmünzen zur Soldatenbesoldung bzw. zum Ausverkauf anderer Länder besonders geprägt. Das geschah häufig in den Kriegszeiten des 17. und 18. Jahrhunderts. Dies erkannten Kaufleute sehr schnell, so dass dieses Geld stark abgewertet oder abgewiesen und schließlich gesetzlich widerrufen wurde (siehe Ephraimiten).
Das 1-Kreuzer-Stück der Gefürsteten Grafschaft Tirol, der Andreas-Hofer-Kreuzer, der zur Deckung des Geldbedarfs während des Tiroler Freiheitskampfes geprägt wurde, ist im Gegensatz zu dem Hofer-Zwanziger, dem Sandwirtszwanziger, als Scheidemünze (Landmünze) ausgegeben worden.
Als Scheidemünzen fungierten auch die Frankfurter Judenpfennige, die im frühen 19. Jahrhundert besonders zur Messezeit im Frankfurter Raum und im Rheinland kursierten. Sie werden heute noch als Sammlermünzen gehandelt. Diese Kupferkleinmünzen waren Falschmünzen, die keine Länderwappen, dafür aber Symbole, wie Hahn, Tonpfeife, trugen; sowie teilweise anstelle einer Währungsbezeichnung, wie „1 Pfennig“, eine Fantasiewährungsbezeichnung hatten, wie „1 Halbac“. Der Ursprung dieser Münzen ist unklar und soll privat sein (vermutet wird Birmingham oder Holland). Wären diese Münzen Spielmarken gewesen, hätten sie – wie damals vorgeschrieben – aus einer Messinglegierung bestanden, da damals Kupfer ausschließlich den kleinen Währungsmünzen vorbehalten war.
Scheidemünzen brachten den Münzherren einen guten „Schlagschatz“ (= Münzgewinn) ein. Dies verleitete viele Münzherren dazu, diese in größeren Mengen auszugeben, und das nicht nur in Kriegszeiten. Begründet wurde die Ausgabe von Scheidemünzen durch die relativ höheren Prägekosten im Vergleich zur Kurantmünze – gemessen am jeweiligen Nennwert. Dieses Argument ist nicht ganz unberechtigt. Außerdem wäre ein Pfennig (entsprechend seiner Kaufkraft gefertigt) aus reinem Gold oder Silber viel zu klein und deshalb unpraktisch für den Umlauf gewesen. Darüber hinaus hätte die verfügbare Edelmetallmenge nicht ausgereicht, um sämtliche Zahlungsmittel aus Gold und Silber herstellen zu können. Andernfalls wären auch deflationäre Verhältnisse entstanden, und zudem waren die Regierungen zu allen Zeiten finanziell „klamm“, weil – von zeitlichen Ausnahmen abgesehen – die Edelmetallmenge stets langsamer als die verfügbare Warenmenge anstieg. Für eine stabile Währung war es daher notwendig, für eine gute Balance zwischen der Menge an Kurant-, Scheide-, Papier- und Buchgeld zu sorgen, was natürlich insgesamt im Einklang mit der allgemeinen materiellen Wirtschaftskraft des Landes und der mittleren Geldumlaufgeschwindigkeit stehen musste.
Vielfach waren Scheidemünzen früher sehr lange im Umlauf, so wurden nach der Einführung der Mark ab 1871 noch Münzen von bis zu 1750 in das neue Reichsgeld umgewechselt. Der sehr lange Umlauf vieler deutscher Scheidemünzen, der sich manchmal sogar auf fast 200 Jahre belief, erklärt heute die Vielzahl schlecht erhaltener Stücke deutscher Kleinmünzen und umgekehrt die hohe Sammlerbewertung von „prägefrischen“ Stücken.
Zu den Scheidemünzen zählten nicht nur Bronze- und Kupfermünzen sowie Münzen aus anderen unedlen Metallen, sondern sogar auch viele Silbermünzen, deren innerer Wert durch unedle Beilegierung teilweise stark zum Münznominalwert gemindert wurde. Dies galt beispielsweise für viele in Deutschland vor 1871 umlaufende Pfennig-, Kreuzer- und Groschenmünzen aus Silber. War der Silbergehalt einer Scheidemünze unter 50 Prozent, so spricht man von einer Billonmünze. Da diese Münzen schon merklich durch den dominanten Kupferanteil rötlich schimmerten, wurden Silberscheidemünzen vor der Auslieferung aus der Münzanstalt in einer Silbernitrat-Weinstein-Lösung „weiß“ gesotten. Sie sahen dann oberflächlich wie vollwertige Kurantmünzen aus – bis die dünne Feinsilberschicht nach kurzer Zeit im Umlauf abgerieben war.

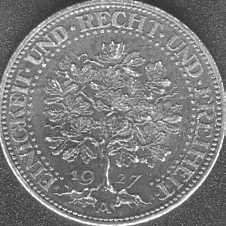
Der „Eichbaum“ – Scheidemünze über 5 Reichsmark 1927–1933

Im Deutschen Kaiserreich von 1871 bis 1918 mit seiner Goldwährung bzw. Goldmark-Währung (bis 1914) waren sogar alle Silbermünzen in Mark-Währung Scheidemünzen, die allerdings einen Feingehalt von 90 Prozent hatten und daher keine Billonmünzen waren. So entsprachen 10 Mark in Silbermünzen um 1875 einem Goldwert von 9 Mark bei dem damaligen Gold-Silber-Wertverhältnis von 1 : 15,5.
Durch Materialpreiserhöhungen oder Inflation konnte es vorkommen, dass der innere Materialwert gültiger Scheidemünzen – aber auch der von silbernen Gedenkmünzen mit Währungsbezeichnungen – über den aufgeprägten Nominalwert stieg. Diese wurden dann verrufen bzw. nicht mehr geprägt oder mit minderwertigem Material oder mit kleineren Abmessungen weiterhin geprägt oder von Privaten aus dem Umlauf entnommen oder auch im Nominalwert gesetzlich höher gesetzt (es galt das Greshamsche Gesetz).
Die Begriffe „Scheide- und Kurantmünze“ wurden mit Einführung der Mark-Währung ab 1871 im deutschen Sprachraum zunehmend vermieden. Im österreichischen Bundesrecht werden die Euro-Münzen weiterhin als Scheidemünzen bezeichnet.
Scheidemünzen waren nur in begrenzter Höhe gesetzliche Zahlungsmittel im privaten Zahlungsverkehr. Es galt für diese Münzart ein begrenzter schuldbefreiender Annahmezwang. Staatliche Kassen mussten allerdings Scheidemünzen (meist) unbegrenzt in Friedenszeiten bei Zahlungen an den Staat zurücknehmen. Es galt dabei meist vor 1871 die Vorschrift, dass keine Privatperson mehr Scheidemünzen als bis zum Betrag der kleinsten Kurantmünze anzunehmen brauchte. Damit es nicht zu abgewerteten Kursen zur Kurantmünze kommen sollte, war vielfach auf Münzen, neben der Aufschrift „Scheidemünze“, auch noch das gesetzliche Verhältnis zur Kurantmünze aufgeprägt. Siehe Bild: „3 Pfenninge, 120 einen Thaler“. Silber-Scheidemünzen brauchten in Deutschland von 1871 bis 1914 nur bis zur Höhe von 20 Mark von Privatpersonen in Zahlung genommen zu werden, für Pfennig-Münzen galt in Bronze- bzw. Kupfer-Nickellegierung nur ein Betrag von maximal 1 Mark.
Allerdings waren die bis 1907 noch gültigen Vereinstaler (= 3 Mark) auf Grund ihres Silberwertes bis etwa 1878 ebenfalls praktisch noch „Kurantmünzen“ (Bimetallismus). Danach verfiel der Silberpreis. Trotzdem hielt man formal am Status der „Kurantmünze“, beim Taler bis zu seiner endgültigen Verrufung ab 1. Januar 1910 fest, obwohl er zur „Scheidemünze“ absank. Taler konnten daher auch bis dahin an Stelle von Goldmünzen beim Umwechseln von Scheidegeld oder Banknoten an den von der Reichsbank festgelegten Hauptkassen ausgegeben werden. Viele zeitgenössische Ökonomen bezeichneten daher die deutsche Goldstandardwährung wegen der zu den Goldmünzen parallel umlaufenden ehemaligen Kurant-Silbertaler als eine hinkende Goldwährung. Wurden bei der Reichsbank jedoch Banknoten zur Auszahlung vorgelegt, zahlte sie tatsächlich nur Goldmünzen aus. Im tatsächlichen Wirtschaftsleben hatte die formale Charakterisierung als hinkende Goldwährung daher keine Auswirkung.
In der auf offiziellem Bimetallismus beruhenden Lateinischen Münzunion waren die silbernen 5-Franken-Stücke neben den Goldmünzen ebenfalls Kurantmünzen, die kleineren Silbermünzen ab 2 Franken wiesen einen relativ geringeren Feingehalt auf und waren daher Scheidemünzen. Wegen des Silberpreisverfalls ab etwa 1878 konnte der (lateinische) Bimetallismus nicht mehr aufrechterhalten werden. Es wurde daher einfach die Ausprägezahl der 5-Frankenstücke zu Gunsten der kleineren silbernen Scheidemünzen ab 2 Franken bis ½ Franken stark reduziert.
Der Übergang von der Kurantmünze zur Scheidemünze kennzeichnet die Abkehr des Münzwesens von einem durch den Metallwert der Münze geprägten Metallismus. Der eigentliche Nominalismus des Geldes ergab sich aus Georg Friedrich Knapps Buch „Staatliche Theorie des Geldes“ aus dem Jahre 1905, wonach sich der Geldwert nicht aus dem Wert des Trägermaterials ergebe, sondern aus der staatlichen Autorität zur Schaffung einer Geldeinheit. Er unterschied zwischen „valutarischem Geld“, dessen Annahme als Zahlungsmittel der Staat erzwingt, und „akzessorischem Geld“, das auch gesetzliches Zahlungsmittel sein kann, dessen Annahme aber nicht für jedermann obligatorisch ist. Zu letzteren gehören Scheidemünzen, die nach dem „Gesetz über die Ausprägung von Scheidemünzen vom 8. Juli 1950“ bis zu einem Betrag von 20 DM, Pfennige bis 5 DM, angenommen werden mussten (Annahmezwang).
Seit 1915 sind in Deutschland alle geprägten Kursmünzen bis einschließlich der heutigen Euromünzen „Scheidemünzen“. Konsequenterweise müsste auch Papier- und Buchgeld dazu gezählt werden, auch wenn es hierbei um große Geldbeträge geht.

## Numismatik
Beim zur Geldtheorie gehörenden Nominalismus beruht der Geldwert nicht auf dem Metallwert des Geldes, sondern auf staatlicher Autorisation durch Denomination des Nennwerts von Münzen und Banknoten. Es ist deshalb im Nominalismus gleichgültig, ob der Metallwert über oder unter dem Nennwert liegt. Im gegensätzlichen Metallismus dagegen steht der Metallwert im Vordergrund.
Bei Scheidemünzen ist der Nennwert ({\displaystyle NW}) höher als der Metallwert ({\displaystyle MW}), es gilt:
{\displaystyle NW>MW+P_{k}+MG}.
Dabei sind {\displaystyle P_{k}} die Prägekosten und {\displaystyle MG} der Münzgewinn. Es gilt stets der höhere Nennwert, worin der Nominalismus zum Ausdruck kommt.

## Wirtschaftliche Aspekte
Edelmetalle unterliegen wegen ihrer geringen relativen Reichweite einer natürlichen Knappheit, so dass die Wahrscheinlichkeit groß ist, dass die Gold- und Silberpreise stark ansteigen und somit bei Gold-, Silber- sowie Palladium- und Platinmünzen wegen der Wertaufbewahrungsfunktion eine Hortung erfolgt mit der Konsequenz, dass sie dem Geldumlauf entzogen werden. Aus diesem Grunde dominieren im heutigen Zahlungsverkehr die Scheidemünzen, zu denen auch die Euromünzen gehören.
Bei weniger wertvollen Münzmetallen wie Kupfer oder Legierungen wie Bronze oder Nickel lag und liegt ihr Metallwert zum Teil deutlich unterhalb des aufgeprägten Nennwerts; das ist das Charakteristikum von Scheidemünzen. Von Bedeutung ist auch, dass der Metallwert auch bei kleinsten Denominationen unter dem Nennwert der Münze bleibt – sonst besteht die Gefahr, dass die Münzen eingeschmolzen und als Metall gehandelt werden.
Heute gilt in der Eurozone für Euromünzen ein begrenzter privater Annahmezwang von insgesamt 50 Münzen unabhängig von ihrem Nennwert.